# إلياس س. كيار
إلياس س. كيار هو شخصية أعمال نرويجي، ولد في 1869، وتوفي في 1931.